# بير كريستوفيرسن
بير كريستوفيرسن (بالنرويجية البوكمول: Per Kristoffersen)‏ (12 أكتوبر 1937 بفريدريكستاد في النرويج - 2 مارس 2023) هو لاعب كرة قدم نرويجي في مركز الهجوم. شارك مع منتخب النرويج لكرة القدم. أما مع النوادي، فقد لعب مع نادي فريدريكستاد.

## وصلات خارجية
- بير كريستوفيرسن على موقع اتحاد النرويج (النرويجية)
- بير كريستوفيرسن على موقع قاعدة بيانات كرة القدم.إي يو (الإنجليزية)
- بير كريستوفيرسن على موقع ناشيونال فوتبول تيمز (الإنجليزية)
- بير كريستوفيرسن على موقع عالم كرة القدم.نت (الإنجليزية)